# Ушак, Иван Иванович
Иван Иванович Ушак (1874 — не ранее 1919) — генерал-майор, герой Первой мировой войны, участник Белого движения.

## Биография
Лютеранин. Получил домашнее образование.
В 1896 году окончил Виленское пехотное юнкерское училище по 1-му разряду и был выпущен подпрапорщиком в 97-й пехотный Лифляндский полк. 3 ноября 1896 года произведен в подпоручики с переводом в 117-й пехотный Ярославский полк. Произведен в поручики 15 апреля 1901 года, в штабс-капитаны — 20 сентября 1904 года. Окончил два класса Николаевской академии Генерального штаба.
С началом русско-японской войны, 7 октября 1904 года переведен в 24-й Восточно-Сибирский стрелковый полк. Был ранен, за боевые отличия награжден орденом Св. Станислава 3-й степени с мечами и бантом, а также произведен в капитаны. 26 февраля 1909 года произведен в подполковники на вакансию, с переводом в 7-й Восточно-Сибирский стрелковый полк. 4 июля 1909 года переведен в 22-й Восточно-Сибирский стрелковый полк, а 28 ноября 1911 года — в 112-й пехотный Уральский полк. 6 мая 1914 года произведен в полковники на вакансию, с переводом в 3-й пехотный Нарвский полк, в рядах которого и вступил в Первую мировую войну. Пожалован Георгиевским оружием
За то, что, состоя в прикомандировании к 24-му Сибирскому стрелковому полку и будучи с 24 февраля 1915 года начальником передовой линии левого участка 6-й Сибирской стрелковой дивизии от Сохачева до устья р. Писи, получив приказание произвести рекогносцировку р. Бзуры и подступов к противнику, переправился на занятый неприятелем берег, рискую жизнь. После чего он по собственной инициативе 17 марта с одним батальоном перешел р. Бзуру, выбив противника из фольварка Кузноцын и укрепившись здесь, лично разбил под ружейным и артиллерийским огнем окопы, затем довел силу наших левобережных укреплений до такой степени, что противник тремя атаками не был в состоянии вернуть утраченного.
Удостоен ордена Св. Георгия 4-й степени
За то, что, состоя в прикомандировании к 24-му Сибирскому стрелковому полку, в арьергардном бою под гор. Варшавой 21 июля 1915 года, при исключительно тяжелых условиях, охватываемый от Варшавских фортов значительными силами противника, умелым командованием и личным примером, ведя лично дважды свой резерв под сильным немецким артиллерийским, ружейным и пулеметным огнем в атаку во фланг обходящему противнику, сумел задержать во много раз сильнейшего противника в течение 5 часов и тем дал возможность арьергардам дивизии выполнить возложенную на них задачу.
10 ноября 1915 года переведен в 24-й Сибирский стрелковый полк. 14 апреля 1916 года назначен командиром 445-го пехотного Темниковского полка, а 30 апреля 1917 года произведен в генерал-майоры на основании Георгиевского статута.
В Гражданскую войну участвовал в Белом движении на Юге России в составе Добровольческой армии и ВСЮР. С 18 ноября 1918 года состоял в резерве чинов при штабе Главнокомандующего ВСЮР. 10 января 1919 года назначен командиром Кавказского офицерского полка, в каковой должности оставался до октября 1919 года. Дальнейшая судьба неизвестна.

## Награды
- Орден Святого Станислава 3-й ст. с мечами и бантом (ВП 23.04.1906)
- Орден Святой Анны 3-й ст. (1910)
- Орден Святого Станислава 2-й ст. (ВП 6.06.1914)
- Орден Святой Анны 2-й ст. «за отлично-усердную службу и труды, понесенные во время военных действий» (ВП 9.05.1915)
- Орден Святого Владимира 4-й ст. с мечами и бантом (ВП 5.08.1915)
- Орден Святого Георгия 4-й ст. (ВП 29.08.1916)
- Георгиевское оружие (ВП 29.08.1916)